# Lathrolestes luteolus
Lathrolestes luteolus är en stekelart som först beskrevs av Thomson 1883.  Lathrolestes luteolus ingår i släktet Lathrolestes och familjen brokparasitsteklar. Arten är reproducerande i Sverige. Inga underarter finns listade i Catalogue of Life.